# 김경화 (1919년)
김경화(金慶華, 1919년 7월 20일 ~ 2007년 1월 21일)는 대한 임정 예하 광복군 출신의 대한민국 남성 독립운동가 겸 정치가이다. 아명(兒名)은 김광석(金廣奭)이며 호(號)는 점촌(店村)·원음(圓音)·춘헌(瑃軒)·추몽(秋夢).

## 일생

### 주요 이력
경상북도 문경에서 출생한 그는 1938년 국민정부 시대 중화민국 허베이 성 톈진에 망명하여 김찬미(金燦彌)라는 가명(假名)을 사용하였으며 1939년 12월 한국청년전지공작대에 첫 입대하여 항일 독립운동에 몸을 바쳤고 1940년 4월 국민정부 시대 중화민국 산시 성 시안 중앙간부훈련단 학병대에 입대, 1940년 9월 대한광복군이 창립되자 대한광복군 제1지대에 최종 입대하여 대한광복군 제1지대 예하 분대장 직책을 지냈다.
1942년 9월 중국국민당 예하 육군 군사 제9전구지역이기도 한 국민정부 시대 중화민국 후난 성(湖南省) 창사에 파견되어 1945년 일본국 패망 및 조선국 팔일오 광복 때까지 활동하였다. 그 사이 1944년 대한민국 임시정부 요인들이 중심이 되어 창당한 한국독립당에 입당하였다. 1946년 5월 31일을 기하여 대한광복군 준위 예편하였으며 미군정청 민정장관 예하 비서관 직무대리 등을 거쳐 한국독립당 대표최고위원 직을 지낸 그는 1954년 1월 31일 한국독립당을 탈당하였으며 1954년 8월 21일을 기하여 탈당하였었던 한국독립당에 복당을 하였지만 결국 이듬해 1955년 2월 1일을 기하여 한국독립당을 탈당하였다. 그 후 1965년에는 경기도 인천시 시장 직무대행 서리 직책을 잠시 지냈다.
그 후 시인 겸 수필가와 서예가로 활동다가 1968년 대한민국을 잠시 떠나 홍콩으로 출국을 한 후 1968년에서 1975년까지 홍콩과 미국에 거주하였으며 이 시절 선 킴(Suhnn Kim)이라는 영어 이름을 사용한 그는 날렵한 몸놀림을 겸비한 태극권과 태권도 등의 무예로써 홍콩에서는 특히 버스터즈(Busterz)라는 닉네임으로도 불리었다. 1971년 홍콩을 떠나 미국으로 건너갔으며 1975년에 결국 미국에서 대한민국으로 귀국하였다.

## 서훈
1977년 3월 1일을 기하여 대한민국 건국포장을, 1990년 3월 1일을 기하여 대한민국 건국훈장 애국장을 각각 받았다.

## 사후
그의 유해는 대전국립현충원에 안장되어 있다.